# Open Sound System
Open Sound System (OSS) はUnixオペレーティングシステムで音を作成したりキャプチャしたりするための標準インタフェースである。標準 Unixデバイスに基づいている（例えば、POSIXのread、writeやioctlなど）。時にはこの用語はOSSインタフェースを提供する Unixカーネル内のソフトウェアも指すことがある。そのような意味でサウンド制御ハードウェアのデバイスドライバやデバイスドライバ群のように考えることもできる。OSSの目標は、ハードウェアインタフェースが種類によって大きく異なる場合であっても、どのサウンド制御ハードウェアでも動くサウンドベースのアプリケーションプログラムが書けるようにすることである。
OSSは1992年にフィン人のHannu Savolainenによって開発がはじまり、11の主要な Unix系オペレーティングシステムで利用できる。OSSは三種類のライセンスのもとで配布されており、そのうちの二つは自由ソフトウェアライセンスなので、OSSは自由ソフトウェアになっている。

## ライセンス
このプロジェクトは最初自由ソフトウェアだったが、プロジェクトの成功を受けてSavolainenは4Front Technologiesという会社を作りプロプライエタリのもとで新しいサウンドデバイスのサポートや改良を行なった。それに対して、結局Linuxコミュニティーはカーネルに含まれるOSS/Freeの実装（古いバージョン 3.x。一方で4frontは4.xに取り組んでいた）を放棄し、代替物であるAdvanced Linux Sound Architecture (ALSA) の開発に力を注ぐようになった。LinuxやFreeBSDのような多くのフリーなオペレーティングシステムでは前のバージョンのOSSを配布し続け、このバージョンをメンテナンスし改良しつづけた。
その後、2007年7月に4Front TechnologiesはOpenSolarisに対してはCDDLでLinuxに対してはGPLでOSSのソースコード をリリースした。2008年1月に4Front TechnologiesはFreeBSDや他のBSDシステムに対してBSDライセンスのもとでOSSをリリースした。

## 参照
1. 1 2  “4front technologies releases the source code for open sound system”. 2008年5月8日閲覧。
2. ↑  “4Front Technologies releases OSS for FreeBSD under BSD license”. 2008年5月8日閲覧。